# Поль, Винценты
Винценты (Викентий) Поль (пол. Wincenty Pol; 20 апреля 1807, Люблин — 2 декабря 1872, Краков) — польский писатель и поэт, географ, этнограф, профессор Ягеллонского университета.

## Биография
Родился в Люблине 8 (20) апреля 1807 года в семье офицера австрийской армии, немца Франца Поля и ополяченной француженки Элеоноры. Учился во Львовской гимназии; затем окончил иезуитский коллегиум в Тернополе и философский факультет Львовского университета.
Осенью 1830 года по совету профессора А. Б. Йохера приехал в Вильно, где после сдачи экзаменов представил диссертацию о немецкой эпической поэзии, в намерении получить кафедру немецкой литературы в Виленском университете; в январе 1831 году ему предложили преподавать в нём немецкий язык.
Во время восстания 1830—1831 годов, ушел из Вильны и присоединился к отряду генерала Хлаповского; был подхорунжим 10-го полка литовских улан, был ранен во время боевых действий. За боевые заслуги был награждëн орденом Virtuti Militari с присвоением чина подпоручика. После подавления восстания 5 октября 1831 года в составе 20-тысячной армии перешëл границу с Пруссией, став эмигрантом. Посланный генералом Юзефом Бемом в Лейпциг и Дрезден, В. Поль организовал поддержку интернированным повстанцам в вопросах их дальнейшей эмиграции. В Дрездене встретил Адама Мицкевича, который положительно отозвался о его поэтических опытах. Эмигрировал во Францию.
После возвращения в Галицию в 1832 году В. Поль принимал участие в патриотическом движении вместе с К. Красицким. В ходе нелегальной работы встретился с Северином Гощинским.

## Научная деятельность
В 1841—1844 годах путешествовал, занимался полевыми исследованиями, в частности, в Восточных Карпатах, Покутье, на Волыни, Полесье, в Татрах, Куявии и Поморье.
Им написана научная работа «Взгляд на северные склоны Карпат с точки зрения естествознания», с описанием рельефа местности, гидрографии, физико-географической структуры и элементов этнографии южной Польши.
В 1849 году В. Поль был назначен профессором универсальной физической и сравнительной географии Ягеллонского университета, где возглавил первую в Польше кафедру географии.

## Творчество

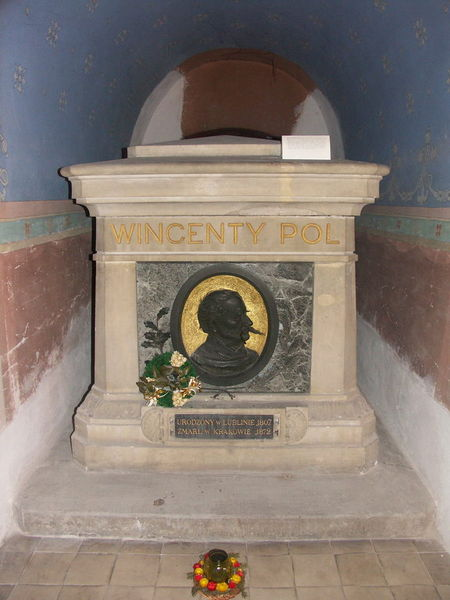
Надгробие на могиле В. Поля в крипте заслуженных, Костёл на Скалке

Поэзия Поля ориентирована на фольклорные образцы вплоть до выраженных этнографических, диалектных особенностей.
В. Поль — автор:
- поэтического цикла «Песни Януша» (Pieśni Janusza, Париж, 1845). Включает 51 стихотворение, написанных от лица солдата-крестьянина, которые В. Поль создал, ещё участвуя в восстании 1831 г., и продолжал писать в эмиграции, посвященных польским повстанцам. Среди них наиболее известные «Кракусы», «Первая годовщина 29 ноября», «Пение из могилы» (к некоторым его стихотворениям Ф. Шопен написал музыку, превратив их, таким образом, в народно-патриотические и повстанченские песни).
- исторической поэмы «История сапожника Яна Килинского» (1843) и гавенды — имитирующего устный рассказ повествования о недавнем прошлом «Вахмистр Дорош в Литве» (1833, опубликована в 1854 году).
- поэтического цикла «Песнь о нашей земле» (Pieśń o ziemi naszej, 1843), включающего стихотворения с описанием польских земель, где побывал поэт (впоследствии профессор-географ).
- этнографической поэмы «Картинки жизни и путешествий» (опубликованы в 1846 году).

В последующие годы В. Поль, тяготеющий к стилизации, написал гавенду «Приключения Бенедикта Винницкого» (1839) и поэму «Мохорт» (Mohort, 1855) — историю рыцаря, защитника веры и отчизны и других.
Умер 20 ноября (2 декабря) 1872 года в Кракове и похоронен в крипте заслуженных в краковском костëле Святого Станислава.

## Память
- В доме в Люблине, где в детстве жил Винцентий Поль, организован его биографический музей[4].